# Rham-Plateau

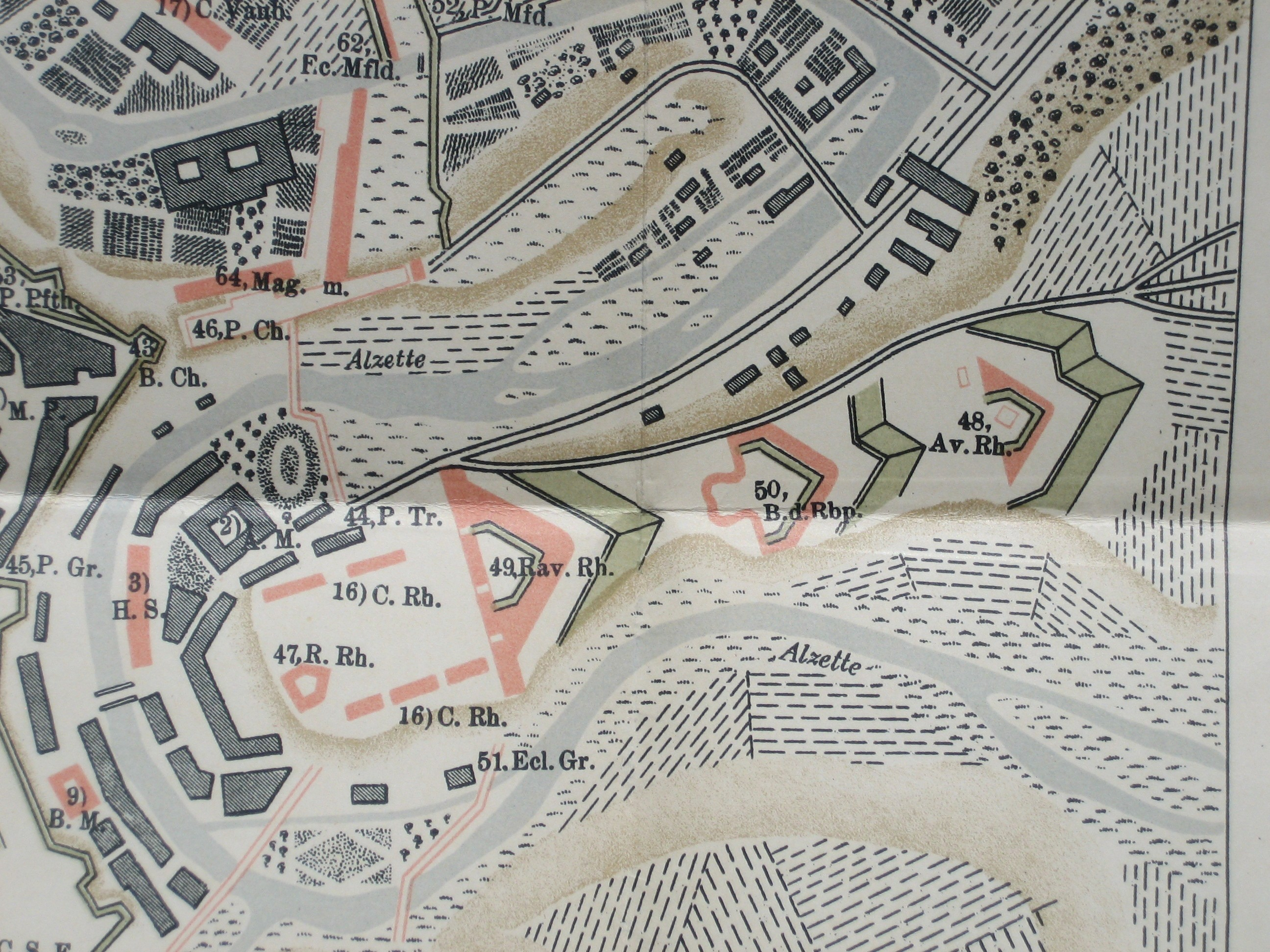
Rham-Plateau auf einem Plan von 1794

Das Rham-Plateau in Luxemburg (Stadt) ist von drei Seiten von der Alzette umspült. Es war bereits früh besiedelt. Seit dem Bau der dritten Ringmauer im 15. Jahrhundert ist es in die Festung Luxemburg eingebunden.
Unter französischer Herrschaft ließ Vauban hier Ende des 17. Jahrhunderts fünf Militärkasernen errichten. Seit Ende des 19. Jahrhunderts sind in diesen Gebäuden soziale Einrichtungen untergebracht. Seit einigen Jahren dient das Rham-Plateau als Altersheim.
Von der Vorderseite des Rham-Plateaus aus hat man einen schönen Ausblick auf die militärischen Bauten und Befestigungen der Heiliggeist-Zitadelle sowie auf die sogenannte Corniche.
Koordinaten: 49° 36′ 34,5″ N, 6° 8′ 16,7″ O